# آخرین شوالیه‌ها
آخرین شوالیه‌ها (به انگلیسی: The Last Knights) فیلمی آمریکایی در ژانر اکشن به کارگردانی کازئواکی کیریا و نویسندگی مایکل کونیوس است. از بازیگران آن می‌توان به مرگان فریمن، کلایو اوون، کلیف کرتیس، اکسل هنی، دیو لجینو، پیمان معادی، شهره آغداشلو و آیلیت زورر اشاره کرد.

## موضوع فیلم
گروهی از شوالیه‌ها به دنبال خونخواهی ارباب خود از وزیری فاسد که با دسیسه چینی وی، به فرمان امپراتور کشته شده‌است.

## اقتباس
فیلم آخرین شوالیه ها اقتباس ضعیفی از افسانه مشهور ژاپنی چهل و هفت رونین است که در گیشه نیز موفق عمل نکرده و مورد استقبال مخاطبان قرار نگرفته است.

## بازیگران
- کلایو اوون، رایدن
- مورگان فریمن، بارتاک
- کلیف کرتیس، کورتز
- اکسل هنی، گیزا مات
- دیو لجینو، اولاف
- آیلیت زورر، نائومی
- شهره آغداشلو، ماریا
- آن سونگ کی، آگوست
- ایهارا تسویوشی، ایتو
- پیمان معادی، امپراتور